# Svinjište (Preševo)
Pour les articles homonymes, voir Svinjište.
Svinjište (en serbe cyrillique : Свињиште ; en albanais : Svinista) est un village de Serbie situé dans la municipalité de Preševo, district de Pčinja. En 2002, il comptait 103 habitants, tous serbes.
En septembre 2011, l'assemblée des députés albanais de Preševo, Bujanovac et Medveđa a incité les Albanais de Serbie à boycotter le recensement prévu pour le mois d'octobre de cette année-là ; de ce fait, aucun chiffre de population n'a été communiqué pour les localités de la municipalité de Preševo.

## Démographie
| 1948 | 1953 | 1961 | 1971 | 1981 | 1991 | 2002 |
| ---- | ---- | ---- | ---- | ---- | ---- | ---- |
| 279  | 278  | 277  | 252  | 208  | 133  | 103  |

|  |